# Bani Qa'is (huyện)
Huyện Bani Qa'is là một huyện thuộc tỉnh Hajjah, Yemen. Đến thời điểm năm 2003, huyện này có dân số 54272 người